# Yoshijiro Urushibara
Yoshijiro Urushibara, né le 12 mars 1889 à Tokyo et mort le 6 janvier 1953 au Japon, est un graveur sur bois japonais.

## Biographie
Yoshijiro Urushibara vient au monde dans le quartier de Shiba à Tokyo ; il est le quatrième fils de la famille ; deux de ses frères aînés sont graveurs sur bois.
Dans le courant de la décennie 1900-1910, il devient lui-même graveur à l'imprimerie Shimbi Shoin de Tokyo. Il est envoyé à Londres en 1908 avec d'autres artistes et artisans japonais pour participer à la préparation de l'exposition anglo-japonaise qui se tint du 14 mai au 29 octobre 1910 dans le quartier de White City ; cette exposition avait pour but de donner une image positive du Japon et de promouvoir les arts et techniques japonais. Après l'exposition, il ne retourne pas au Japon.
En décembre 1910, il part en France et séjourne jusqu'en 1912 à Paris, où il aide des artistes comme Prosper-Alphonse Isaac et Jules Chadel à maîtriser les techniques de l'estampe japonaise.

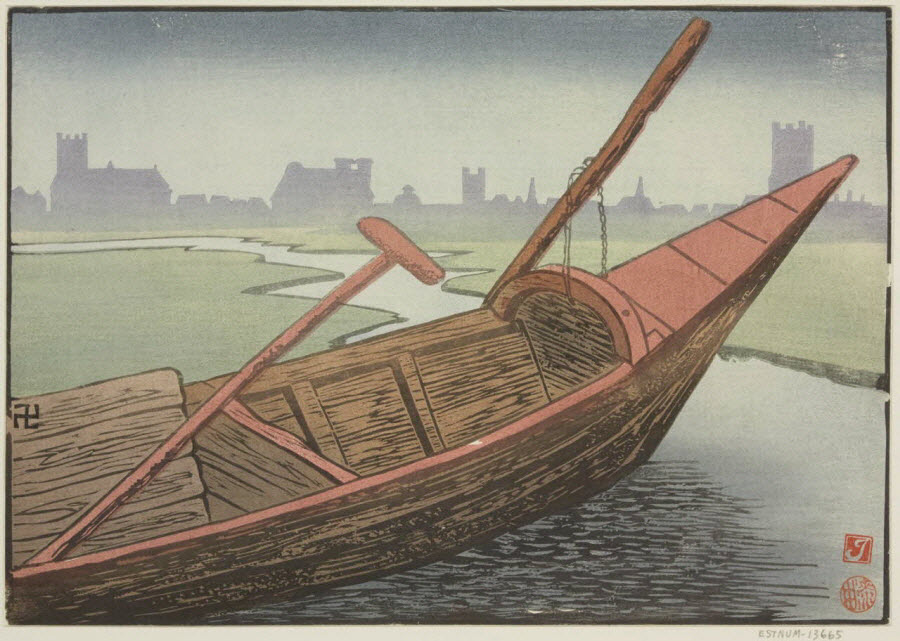
Prosper-Alphonse Isaac, Yoshijiro Urushibara, Barque dans les marais de Saint-Omer (1908-1912).

De retour à Londres, il travaille au British Museum, où il s'occupe de restaurer des œuvres japonaises et chinoises. À partir de 1917-1918, il se consacre à son œuvre de graveur et collabore notamment avec Frank Brangwyn ; il grave d'après de nombreux dessins de ce dernier. C'est à cette époque qu'il prend le pseudonyme de Mokuchu.
Il revient à plusieurs reprises en France. En 1921, il obtient une mention honorable au Salon des artistes français. Le 1er août 1927, il est nommé officier d'académie par le ministre de l'instruction publique et des beaux-arts, Édouard Herriot.
Il se marie en 1928 avec Takae Kojima ; ils ont eu deux enfants, une fille, Hideko (1929-2002), et un garçon, Ichiro (né en 1930).
À partir de 1931, il collabore à une revue, The Colour Print Club Journal fondée par William Giles, qui repose sur une association d'artistes tels que Sydney Lee (en), William Monk (en), Allen W. Seaby (en), et Émile Antoine Verpilleux (en).
En octobre 1940, en prévision de l'entrée en guerre du Japon, il quitte l'Angleterre et arrive à Yokohama le 8 janvier 1941, en passant par l'Irlande, les États-Unis et le canal de Panama.

## Œuvres
- Notre-Dame de Paris, gravure sur bois imprimée en couleurs, à l’eau.
- Béguinage de Bruges (1919), Honolulu Museum of Art[5].
- Pont de bois, Harvard Art Museums, Galerie Arthur M. Sackler, no inv. 1978.439[6].
- Musée des Beaux-Arts La Cohue de Vannes[réf. souhaitée]